# Desa Kaduagung (administrativ by i Indonesien, lat -6,98, long 108,52)
Desa Kaduagung är en administrativ by i Indonesien.   Den ligger i provinsen Jawa Barat, i den västra delen av landet, 200 km öster om huvudstaden Jakarta.